# Уилсон, Хью Роберт
Хью Роберт Уилсон (англ. Hugh Robert Wilson; 29.01.1885, Эванстон, штат Иллинойс — 29.12.1946, Беннингтон, штат Вермонт) — американский дипломат.
Почётная степень доктора права от Йельского университета (1939), почётная степень доктора бизнес-администрирования Bryant-колледжа.

## Биография
Родился в семье Хью Роберта и Элис В. Уилсонов. Окончил Йельский университет (1906). Также учился в Париже.
На дипломатической службе в 1911—1940 годах. 25.04.1914 в Лондоне женился на Кэтрин Бойл.
«Высокопоставленный кадровый дипломат Хью Уилсон слыл весьма обеспеченным человеком и был вполне независим в своих действиях», — вспоминал в своих мемуарах работавший с ним в Швейцарии в конце 1910-х годов Роберт Мёрфи .
В 1924—1927 годах работал в госдепартаменте США. В 1927—1937 годах посланник США в Швейцарии. В 1937 году специальный помощник госсекретаря США. В марте — ноябре 1938 года посол США в Германии. До своей отставки являлся советником госсекретаря США Корделла Халла.
С вступлением США во Вторую мировую войну вернулся на госслужбу и в 1941—1945 годах работал в Управлении стратегических служб.
Затем работал в аппарате ЦК Республиканской партии США.
Похоронен в Чикаго.